# 菲詩小舖
菲詩小舖（韓語：더페이스샵）是一家成立於大韓民國的化妝品公司。大韓民國同類公司中收入排名第三高的公司。
主要販售針對婦女以及男性所設計的沐浴、護膚與化妝產品。

## 歷史
成立於1962年一家化妝品批發商。2003年開設第一家分店，並迅速擴張。截至2005年12月，韓國已開有400家分店。該公司的市場行銷主要依據為天然產品。公司執行長是鄭元浩（정운호）。現在在許多國家都開有分店，包括澳洲、汶萊、加拿大、中國、多明尼加共和國、印度尼西亞、日本、約旦、馬來西亞、蒙古、菲律賓、新加坡、泰國、美國、台灣和越南。
2005年香港私人基金Affinity Equity Partners創辦人與現任執行長鄭元浩購得70%股份，成為最大股東。現在美國的凱雷集團試圖併購並議價中。

## 外部連結
- 韓國菲詩小舖 （页面存档备份，存于）
  - 더페이스샵 (THEFACESHOP)的Facebook專頁
  - YouTube上的THEFACESHOP頻道
- THE FACE SHOP台灣菲詩小舖 （页面存档备份，存于）
  - The face shop Taiwan的Facebook專頁
  - The face shop Taiwan的Instagram帳戶